# Pycnopodia helianthoides
Pycnopodia helianthoides är en sjöstjärneart som först beskrevs av Brandt 1835.  Pycnopodia helianthoides ingår i släktet Pycnopodia och familjen Pycnopodiidae. Inga underarter finns listade i Catalogue of Life.

## Bildgalleri

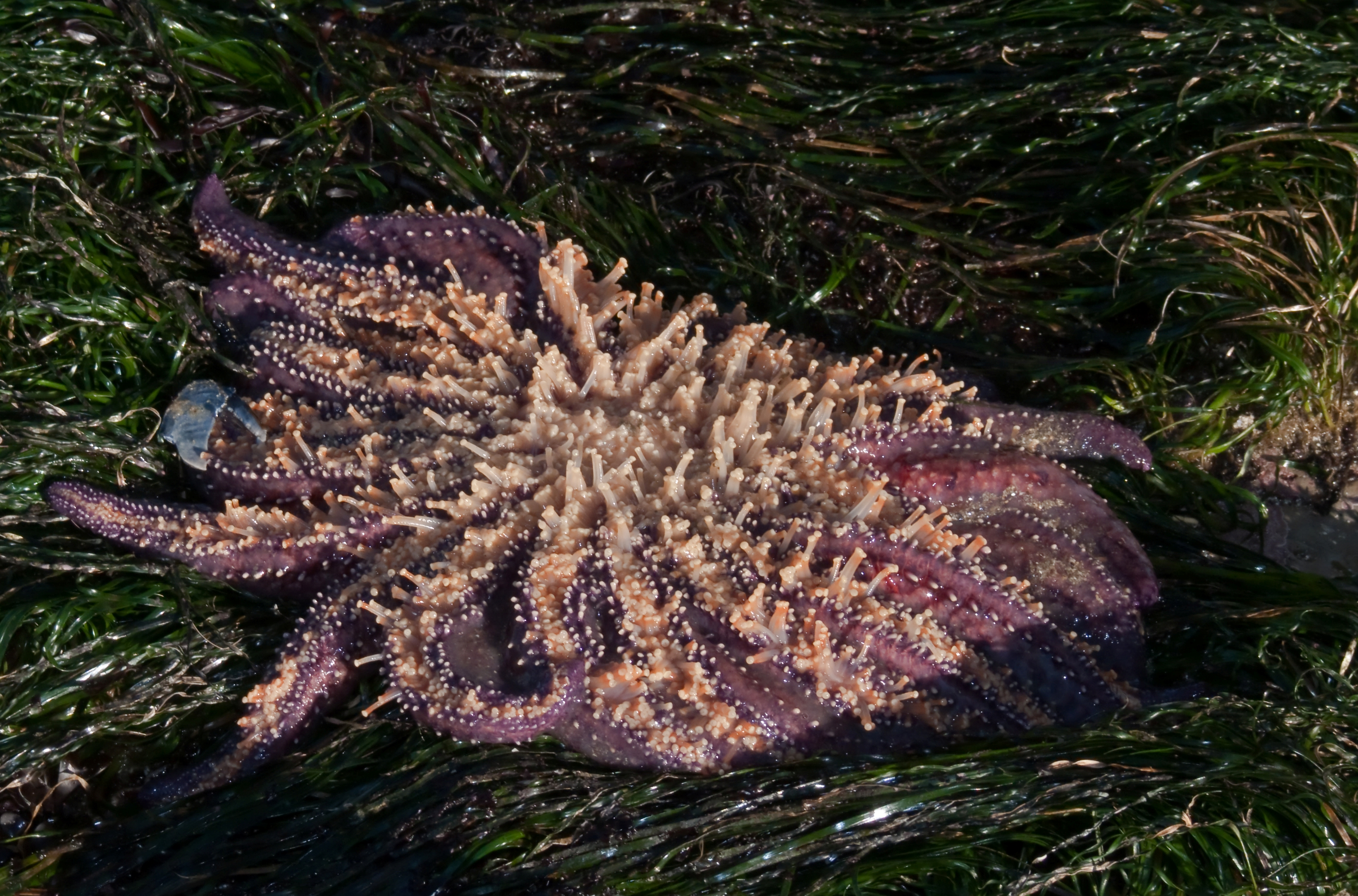